# Ignacio Corsini
Andrea Corsini (Troina, Enna, Sicilia; 3 de febrero de 1891-Buenos Aires, Argentina; 26 de julio de 1967), más conocido como Ignacio Corsini, fue un cantante, actor y compositor de música popular argentina nacido en Italia. 
Apodado "El Caballero Cantor", se hizo célebre con canciones como La pulpera de Santa Lucía (con música de Enrique Maciel y letra de Héctor Pedro Blomberg), Betinotti (de Homero Manzi y Sebastián Piana), Tristeza criolla (con letra de Julián de Charras) y Caminito (de Gabino Coria Peñaloza y Juan de Dios Filiberto).

## Biografía
Nació en Troina, en la provincia italiana de Enna, en Sicilia, el 13 de febrero de 1891, como Andrea Corsini, de padres desconocidos; su madre adoptiva fue Soccorsa Salomone. Llegó a Buenos Aires el 13 de mayo de 1901 en el buque «Antonina», instalándose en el barrio de Almagro y marchándose posteriormente a la localidad bonaerense de Carlos Tejedor, ejerciendo allí de boyero y resero, y donde, según dijo, «Los pájaros me enseñaron la espontaneidad de su canto, sin testigos, en el gran escenario de la naturaleza. Aprendí a cantar como ellos, naturalmente y sin esfuerzo». 

## Trayectoria artística
En 1907, vuelve a Almagro, donde conoció al payador José Betinotti, también de ese barrio, al cual Corsini tomó como modelo por seguir. Conoce también a José Pacheco, empresario circense, padre de su futura esposa Victoria, con la que se casó en 1911. Con respecto a ella, en 1950, dos años después de su fallecimiento, dice: «En ella tuve la gran compañera de toda mi vida, la que me alentó en mis horas inciertas y a la que debo gran parte de mis triunfos».
En 1913, conoce en Bahía Blanca a Carlos Gardel, y a partir de allí se hacen amigos.
En cuanto a materia discográfica Corsini fue muy prolífico y fue artista del sello Odeón (EMI), donde registró toda su trayectoria. Grabó muchas canciones, desde tangos hasta canciones de tinte campero o folclórico, casi siempre con acompañamiento de guitarras.
Algunas de sus interpretaciones cumbres son El adiós, La pulpera de Santa Lucía, Cualquier cosa, Betinotti, Tristeza criolla, De todo te olvidas, Botines viejos, Fumando espero, Dónde estás corazón, La mazorquera de Montserrat, Cuartito azul, Camino del indio, Esquinas porteñas, Sentimiento gaucho, Palomita blanca, Ladrillo, No te apures, Carablanca, Destellos, entre otras.
También intervino en el cine, participando en Ídolos de la radio, del director Eduardo Morera, donde interpreta un dúo con Ada Falcón.

### Retiro
Nunca más volvió a cantar profesionalmente desde su última actuación de despedida ante los micrófonos de Radio Belgrano, el 28 de mayo de 1949.
En dicha oportunidad se despidió para siempre de su público cantando: «El arriero», «Vengo a contarte mis penas», «Soy un gaucho peregrino», «La pulpera de Santa Lucía» y «Por el camino».
La única excepción fue hecha en el año 1959, cuando se presentó en el programa de televisión «Volver a vivir», que por aquel entonces conducía la multifacética «Blackie» y Carlos D'Agostino. Recordamos que en aquella época la casi totalidad de los programas de televisión se realizaban en vivo, por lo que difícilmente haya sobrevivido alguna copia. No se descarta que algún admirador en forma particular pudiera haber registrado en un grabador de cinta abierta dicha presentación, pero hasta el momento no se ha detectado copia alguna.

## Salud y fallecimiento
Entre junio y julio de 1967, Corsini estuvo internado unas semanas en el Hospital Italiano de Buenos Aires, hasta que, con el alta dado fue trasladado a su domicilio en la calle Otamendi 676, en el barrio de Almagro, cerca de Parque Centenario, dónde falleció de manera natural el 26 de julio de 1967 a las 17 horas.